# セルギイェ・クレシッチ
セルギイェ・クレシッチ（Sergije Krešić,1946年11月29日）は、ユーゴスラビア・スプリト出身の元サッカー選手。スペインではセルヒオ・クレシッチと呼ばれる。

## 経歴
2007年8月、イヴァン・プダル監督が解任されたHNKハイドゥク・スプリトの監督に就任した。成績が上昇しなかったため、指揮をロベルト・ヤルニに引き継いで辞任した。2008年7月、CDヌマンシアを1部昇格に導いたゴンサロ・アルコナーダがUDアルメリア監督に就任したため、ヌマンシアの監督に就任した。クラブは序盤戦から降格圏内に沈み、成績不振により2009年2月17日に解任された。

## 所属クラブ
- 1964-1968  HNKハイドゥク・スプリト
  - 1965 →  RNKスプリト
- 1968-1969  クリーブランド・ストーカーズ
- 1969-1970  KSKベフェレン
- 1970-1972  FKボル
- 1972-1975  OFKベオグラード
- 1975-1978  ブルゴスCF
- 1978-1979  ヒューストン・ハリケーン

## 指導者経歴
- 1983-1987  HNKハイドゥク・スプリト
- 1987-1989  ブルゴスCF
- 1989-1993  UDマルベーリャ
- 1993-1994  レアル・ベティス
- 1994-1997  CPメリダ
- 1997-1999  レアル・バリャドリード
- 1999-2001  UDラス・パルマス
- 2001-2002  RCDマジョルカ
- 2003-2004  レクレアティーボ・ウェルバ
- 2004-2005  レアル・バリャドリード
- 2006  レアル・ムルシア
- 2007  HNKハイドゥク・スプリト
- 2008-2009  CDヌマンシア
- 2009-2010  UDラス・パルマス

## タイトル

### 監督時代
UDマルベーリャ
- テルセーラ・ディビシオン:1回（1990-91）
- セグンダ・ディビシオンB:1回（1991-92）

CPメリダ
- セグンダ・ディビシオン:1回（1994-95）

UDラス・パルマス
- セグンダ・ディビシオン:1回（1999-2000）